# Rube Marquard Marries
Rube Marquard Marries è un cortometraggio muto del 1912. Non si conosce il nome del regista, che non viene riportato nei titoli. Il film era interpretato dal campione di baseball dei New York Giants Rube Marquard e dall'attrice Alice Joyce che avevano recitato insieme anche in Rube Marquard Wins: i due cortometraggi uscirono insieme il 24 agosto 1912.

## Produzione
Il film fu prodotto dalla Kalem Company.

## Distribuzione
Distribuito dalla General Film Company, il film - un cortometraggio di 403,25 metri - uscì nelle sale USA il 24 agosto 1912.